# Ikorongo Vadrezervátum
Az Ikorongo Vadrezervátum (Ikorongo Game Reserve) egy vadrezervátum Tanzániában. A rezervátumot 1993-ban hozták létre. Területe 603 négyzetkilométer.

## Fekvése
A Serengeti Nemzeti Park északi részének bal oldala mentén fekszik.

## Leírása
Az Ikorongo Vadrezervátum gazdag vadállatfajokban, mivel a rezervátumot több folyó is átszeli.

## Állatvilága

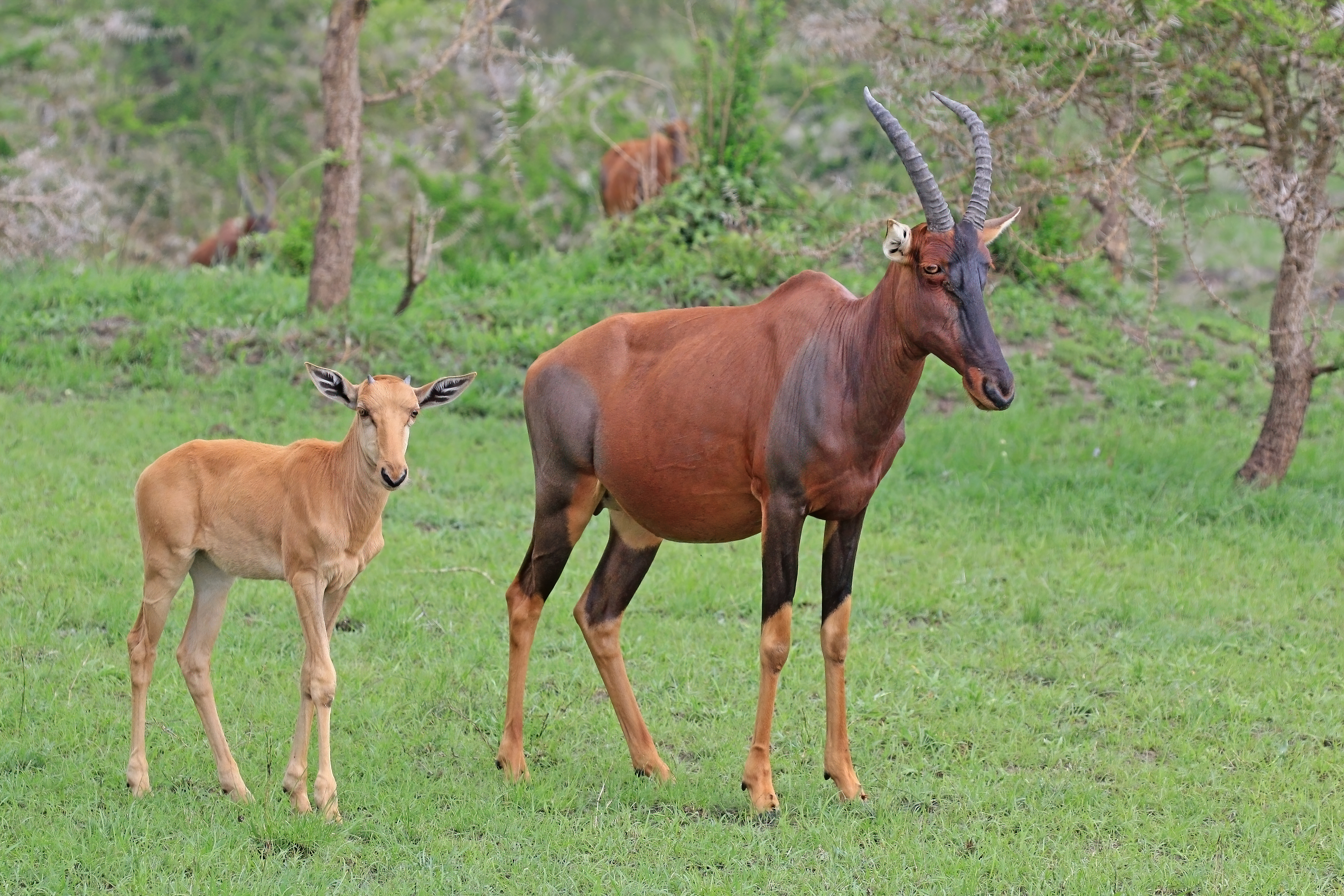
Topi, Uganda

Megtalálható itt többek között az elefánt, orrszarvú, zsiráf, bölény, nagy- és Kis kudu, hiéna, pávián, zebra, oroszlán, vadkutya, Grant- és Thomson-gazella, topi, varacskosdisznó és duiker is.

## Növényvilága
A növények közül folyóparti, fás füves és akácos részek.

## Fordítás
- Ez a szócikk részben vagy egészben  az   Ikorongo Game Reserve című angol Wikipédia-szócikk fordításán alapul.  Az eredeti cikk szerkesztőit annak laptörténete sorolja fel. Ez a jelzés csupán a megfogalmazás eredetét és a szerzői jogokat jelzi, nem szolgál a cikkben szereplő információk forrásmegjelöléseként.